# Králova Lhota (ort i Södra Böhmen)
Králova Lhota är en ort i Tjeckien.   Den ligger i regionen Södra Böhmen, i den centrala delen av landet, 70 km söder om huvudstaden Prag. Králova Lhota ligger 445 meter över havet och antalet invånare är 205.